# Pachytomella
Pachytomella är ett släkte av insekter. Pachytomella ingår i familjen ängsskinnbaggar.
Släktet innehåller bara arten Pachytomella parallela.